# Ciscaucásia

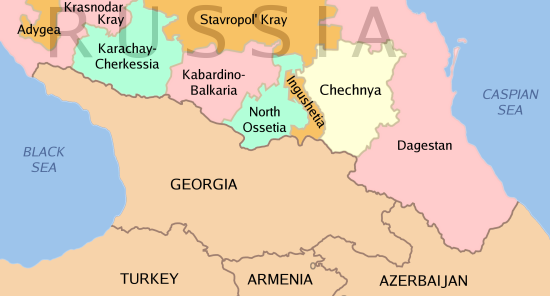
Regiões norte-caucasianas na Federação Russa

A Ciscaucásia ou Ciscáucaso (também chamado de Cáucaso do Norte ou Cáucaso Norte) é a parte norte da região montanhosa do Cáucaso, entre a Europa e a Ásia. O termo é utilizado como um sinônimo para a Região Econômica do Norte do Cáucaso, na Federação Russa.
Historicamente, o Cáucaso Norte (território ao norte da cordilheira do Grande Cáucaso) inclui as repúblicas russas do Cáucaso do Norte assim como diversas regiões da Geórgia e do Azerbaijão. Como parte da Federação Russa, a região do Ciscaucásia faz parte do Distrito Federal do Sul, e consiste dos krais de Krasnodar e Stavropol, assim como das repúblicas da Adiguésia, Carachai-Circássia, Cabárdia-Balcária, Ossétia do Norte, Inguchétia, Chechênia e Daguestão. O termo também constuma designar as regiões georgianas de Tusheti, Khevsureti e Khevi.
Geograficamente, o termo compreende as encostas norte e a extremidade oeste do Cáucaso Maior, assim como parte de suas encostas ao sul, até o rio Psou no oeste. A área de estepes do Antecáucaso também é frequentemente incluída no conceito de "Cáucaso do Norte", embora a fronteira norte da região geográfica seja a Depressão Kuma–Manych. A oeste tem como fronteiras o mar de Azov e o estreito de Kerch, e a leste o mar Cáspio.